# Kent Griffin
Kent Griffin es un deportista canadiense que compitió en judo. Ganó una medalla de bronce en el Campeonato Panamericano de Judo de 1984, en la categoría de –86 kg.

## Palmarés internacional
| Campeonato Panamericano | Campeonato Panamericano   | Campeonato Panamericano | Campeonato Panamericano |
| Año                     | Lugar                     | Medalla                 | Categoría               |
| ----------------------- | ------------------------- | ----------------------- | ----------------------- |
| 1984                    | Ciudad de México (México) | Medalla de bronce       | –86 kg                  |